# Leibniz Edition - Akademie-Ausgabe

Leibniz Edition - Akademie-Ausgabe (Édition de Leibniz - Publication de l'Académie) est une édition critique monumentale de tous les écrits de Gottfried Wilhelm Leibniz : lettres, ouvrages, essais et notes.
Le nom complet de cette édition est, en allemand, Sämtliche Schriften und Briefe – Ausgabe der Akademie des Wissenschaften zu Berlin (Intégrale des écrits et lettres – Édition de l'Académie des Sciences de Berlin). 
Le premier volume a été publié en 1923 (I-1). À fin 2022, 70 volumes (Band) ont paru, regroupés en 8 séries (Reihe). De nombreux volumes restent à paraître.

## Présentation
En 1901, à l'initiative de Jules Lachelier, de Louis Couturat et de l'Académie des sciences morales et politiques, l’assemblée générale de l’Association internationale des Académies confie à la France et à l'Allemagne le soin de rassembler les matériaux nécessaires à une édition intégrale des écrits de Leibniz, y compris sa correspondance. La guerre de 1914 met fin à la coopération franco-allemande. En 1919 l'Académie des sciences de Berlin prend en charge l'ouvrage.
Le principe adopté est celui de l'ordre chronologique au sein de huit séries (Reihe) thématiques, trois pour la correspondance (I, II, III) et cinq pour les autres écrits (IV, V, VI, VII, VIII). 
Le travail est effectué à Hanovre, Münster, Potsdam et Berlin.
Une centaine de volumes sont prévus. Un siècle après la première publication, environ les deux-tiers sont édités. En outre deux volumes liste la concordance des textes avec l'édition de Gerhardt, édition qui reste largement référentielle car de nombreux ouvrages y sont publiés qui ne le sont pas encore dans l'édition intégrale, et les lettres, regroupées par correspondant (et non disséminées dans l'ordre chronologique), y sont suivies des réponses des correspondants (ce qui n'est pas le cas de l'édition intégrale).

## Liste des volumes
Sont listés les volumes actuellement publiés.
Les liens renvoient aux fichiers numérisés disponibles, l’astérisque * indiquant une prépublication. 

### Série (Reihe) I
Correspondance générale, politique et historique (Hanovre) :
- I-1, 1668–1676.
- I-2, 1676–1679.
- I-3, 1680–1683. I-03.pdf.
- I-4, 1684–1687.
- I-5, 1687–1690.
- I-6, 1690–1691.
- I-7, 1691–1692.
- I-8, 1692.
- I-8 supplément, 1692–1696.
- I-9, 1693.
- I-10, 1694.
- I-11, janvier–octobre 1695.
- I-12, novembre 1695–juillet 1696.
- I-13, août 1696–avril 1697.
- I-14, Mai–décembre 1697.
- I-15, janvier–septembre 1698.
- I-16, octobre 1698–avril 1699. I-16.pdf.
- I-17, mai–décembre 1699. I-17A.pdf, I-17B.pdf.
- I-18, janvier–août 1700. I-18A.pdf, I-18B.pdf.
- I-19, septembre 1700–mai 1701. I-19A.pdf, I-19B.pdf.
- I-20, juin 1701–mars 1702. I-20A.pdf, I-20B.pdf.
- I-21, avril–décembre 1702. I-21A.pdf, I-21B.pdf.
- I-22, janvier–décembre 1703. I-22A.pdf, I-22B.pdf.
- I-23, janvier–septembre 1704. I-23.pdf.
- I-24, octobre 1704–juin 1705. I-24.pdf.
- I-25, août 1705–avril 1706. I-25.pdf.
- I-26, mai 1706–décembre 1706. *I-26.pdf.
- I-27, 1707. *I-27.pdf.

### Série (Reihe) II
Correspondance philosophique (Münster) ; Leibnizedition Série II , Münster Série II  :
- II-1, 1663–1685. II-1.
- II-2, 1686–1694. II-2.
- II-3, 1695–1700. II-3.
- II-4, 1701–1707. *II-4.

### Série (Reihe) III
Correspondance mathématique, scientifique et technique (Hanovre) ; Leibnizedition Série III  :
- III-1, 1672–1676.
- III-2, 1676–1679.
- III-3, 1680–juin 1683.
- III-4, juillet 1683–décembre 1690.
- III-5, 1691–1693. III-5A.pdf, III-5B.pdf.
- III-6, 1694–juin 1696. III-6A.pdf, III-6B.pdf.
- III-7, juillet 1696–décembre 1698. III-7A.pdf, III-7B.pdf.
- III-8, 1699–1701. III-8.pdf.
- III-9, 1702–1705. *III-9.pdf.
- III-10, juillet 1705. *III-10.pdf.

### Série (Reihe) IV
Écrits politiques (Potsdam) ; Leibnizedition Série IV  :
- IV-1, 1667–1676. Présentation, Texte et index.
- IV-2, 1677–1687. Présentation, Texte et index.
- IV-3, 1677–1689. Présentation, Texte et index.
- IV-4, 1680–1692. Présentation, Texte et index.
- IV-5, 1692–1694. Présentation, Texte et index.
- IV-6, 1695–1697. Présentation, Texte et index.
- IV-7, 1697–1699. Présentation, Texte et index.
- IV-8, 1699–1700. Présentation, Texte et index.
- IV-9, 1701–1702. Présentation, Texte et index.
- IV-10, 1702–1704. *Présentation, *Texte et index.

### Série (Reihe) V
Écrits historiques et linguistiques (Potsdam) ; Leibnizedition Série V  :
- L'édition n'a pas encore commencé.

### Série (Reihe) VI
Écrits philosophiques (Münster) ; Leibnizedition Série VI , Münster Série VI :
- VI-1, 1663–1672.
- VI-2, 1663–1672. VI-2.pdf.
- VI-3, 1672–1676.
- VI-4, 1677–juin 1690. VI-4.
- VI-5, juillet 1690–1703. *VI-5.
- VI-6, 1703-1705, Nouveaux Essais. VI-6.pdf.

### Série (Reihe) VII
Écrits mathématiques (Hanovre) ; Leibnizedition Série VII  :
- VII-1, 1672–1676. Géométrie, Théorie des nombres, Algèbre (1e partie).
- VII-2, 1672–1676. Algèbre (2e partie).
- VII-3, 1672–1676. Différences, suites, séries. VII-3A.pdf, VII-3B.pdf, VII-3C.pdf.
- VII-4, 1670–1673. Mathématiques de l'infini. VII-4A.pdf, VII-4B.pdf.
- VII-5, 1674–1676. Mathématiques de l'infini. VII-5A.pdf, VII-5B.pdf.
- VII-6, 1673–1676. Quadrature arithmétique. VII-6.pdf.
- VII-7, 1673–1676. Courbes, etc. VII-7.pdf.
- VII-8, suppléments 1672–1676. *VII-8.pdf.

### Série (Reihe) VIII
Écrits scientifiques et techniques (Hanovre) ; Leibnizedition Série VIII  :
- VIII-1, 1668–1676. Notes diverses 1, nautica, optica, pneumatica, technica. VIII-1.pdf.
- VIII-2, 1668–1676. Notes diverses 2, astronomica, astronomica, magnetica, etc. VIII-2.pdf.
- VIII-3, 1671–1705. Notes diverses, acoustique, élasticité, résistance, chocs. VIII-3.pdf.

## Concordance avec d'autres éditions
Concordance de cette édition avec celles de :
- C. I. Gerhardt, Die Mathematische Schriften (1850-1863) : LAA-KonkGerhardtMath-v1.pdf
- C. I. Gerhardt, Die Philosophischen Schriften (1875-1890) : LAA-KonkGerhardtPhil-v1.pdf.
- Foucher de Careil, Œuvres de Leibniz (1861-1875) : LAA-KonkGerhardtPhil-v1.pdf.
- Louis Couturat, Opuscules et fragments inédits (1903 ) : LAA-KonkCouturat-v1.pdf.